# كلاوديا بيخشتاين

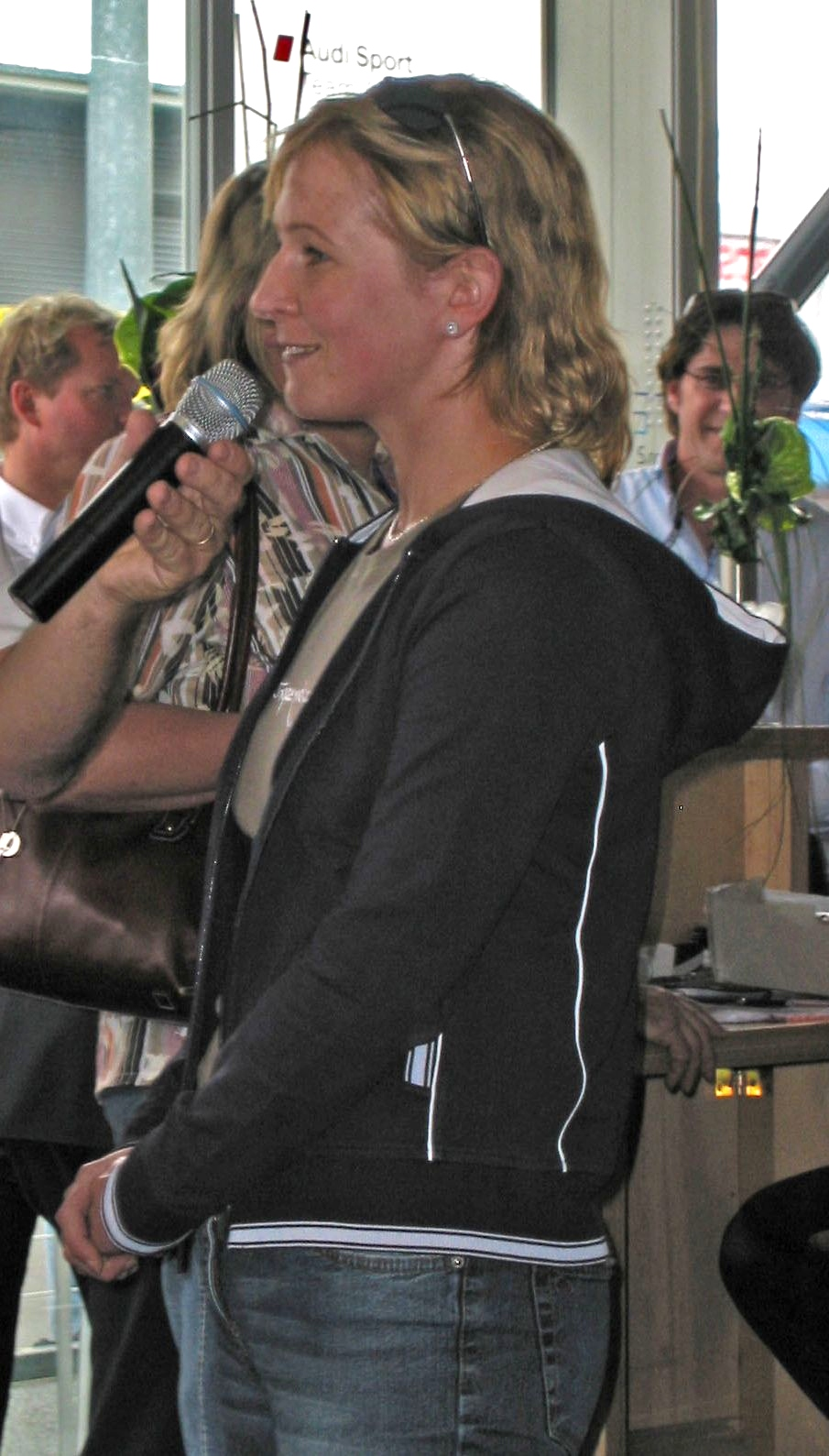

كلاوديا بيخشتاين (Claudia Pechstein) هي لاعبة أولمبية لرياضة تزلج سريع من ألمانيا. شاركت في الأولمبياد الشتوي في 1992–2006، وفازت بما مجموعه 9 ميداليات.

## الميداليات
| ذهب | فضة | برونز | المجموع |
| 5   | 2   | 2     | 9       |

## روابط خارجية
- كلاوديا بيخشستاين على موقع CycleBase (الإنجليزية)
- كلاوديا بيخشستاين على موقع SpeedSkatingBase.eu (الإنجليزية)
- كلاوديا بيخشستاين على موقع SpeedSkatingNews.info (الإنجليزية)
- كلاوديا بيخشستاين على موقع SpeedSkatingStats.com (الإنجليزية)
- كلاوديا بيخشستاين على موقع اللجنة الأولمبية الدولية (الإنجليزية)
- كلاوديا بيخشستاين على موقع أوليمبيديا (الإنجليزية)
- كلاوديا بيخشستاين على موقع اللجنة الأولمبية الألمانية (الألمانية)